# Yan Barthelemí
Yan Barthelemí Varela (ur. 5 marca 1980 w Naranjo) – kubański bokser, mistrz olimpijski z Aten.
W boskie amatorskim walczył w wadze papierowej (do 48 kilogramów). Oprócz olimpijskiego złota ma na swoim koncie m.in. tytuł amatorskiego mistrza świata z 2001 roku i zwycięstwo w Igrzyska Panamerykańskich (2003). W grudniu 2006 razem z Odlanierem Solísem oraz Yuriorkisem Gamboą uciekł z kubańskiej ekipy podczas zgrupowania w Wenezueli i wyjechał do Stanów Zjednoczonych. Wkrótce potem podpisał zawodowy kontrakt.

## Starty olimpijskie
Ateny 2004
- waga papierowa - złoto